# 倫根米爾巴赫河
48°45′52.6″N 12°52′17.4″E / 48.764611°N 12.871500°E
倫根米爾巴赫河是德國的河流，位於該國東南部，由巴伐利亞負責管轄，屬於伊薩爾河的左支流，河道全長68.1公里，流域面積231.1平方公里。